# Sònia Astola Cabana
Sònia Astola Cabana (Catalunya, 1970) és una exnedadora catalana.
Es formà al Club Natació Sallent, amb el qual guanyà quinze campionats de Catalunya entre 1987 i 1992. Destacà els títols aconseguits en les proves de modalitat lliure durant dos anys consecutius (1991 i 1992) en 50 m lliures, 100 m lliures i 200 m lliures. A nivell estatal, aconseguí quatre campionats d'Espanya d'hivern i cinc d'estiu. La temporada 1992-93 competí amb el Club Natació Catalunya, proclamant-se quatre vegades campiona de Catalunya, dos en 50 m lliures (1993, 1994) i dos en 100 m lliures (1993, 1994). Als campionats d'Espanya guanyà la medalla d'or en 4x100 m estils i 4x100 m lliures. Internacional amb la selecció espanyola, participà al Campionat d'Europa de 1991.